# 520

## Nașteri
- Charibert I, rege al Parisului din dinastia merovingiană (d. 567)
- Iustin al II-lea, împărat bizantin (d. 578)

## Decese
- dată necunoscută: Zosimos  (n. 460)
- 19 ianuarie: Ioan al II-lea al Constantinopolului patriarh al Constantinopolului (n. ?)
- dată necunoscută: Berthachar de Thuringia  (n. 485)